# Pergesa acteus
Pergesa acteus är en fjärilsart som beskrevs av Pieter Cramer 1779. Pergesa acteus ingår i släktet Pergesa och familjen svärmare. Inga underarter finns listade i Catalogue of Life.

## Bildgalleri

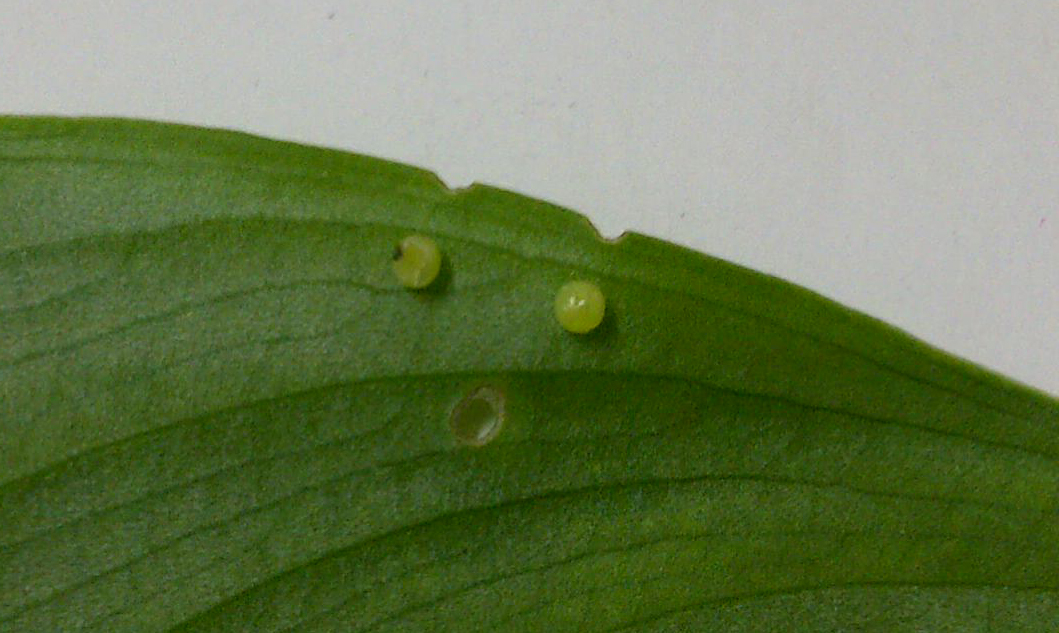
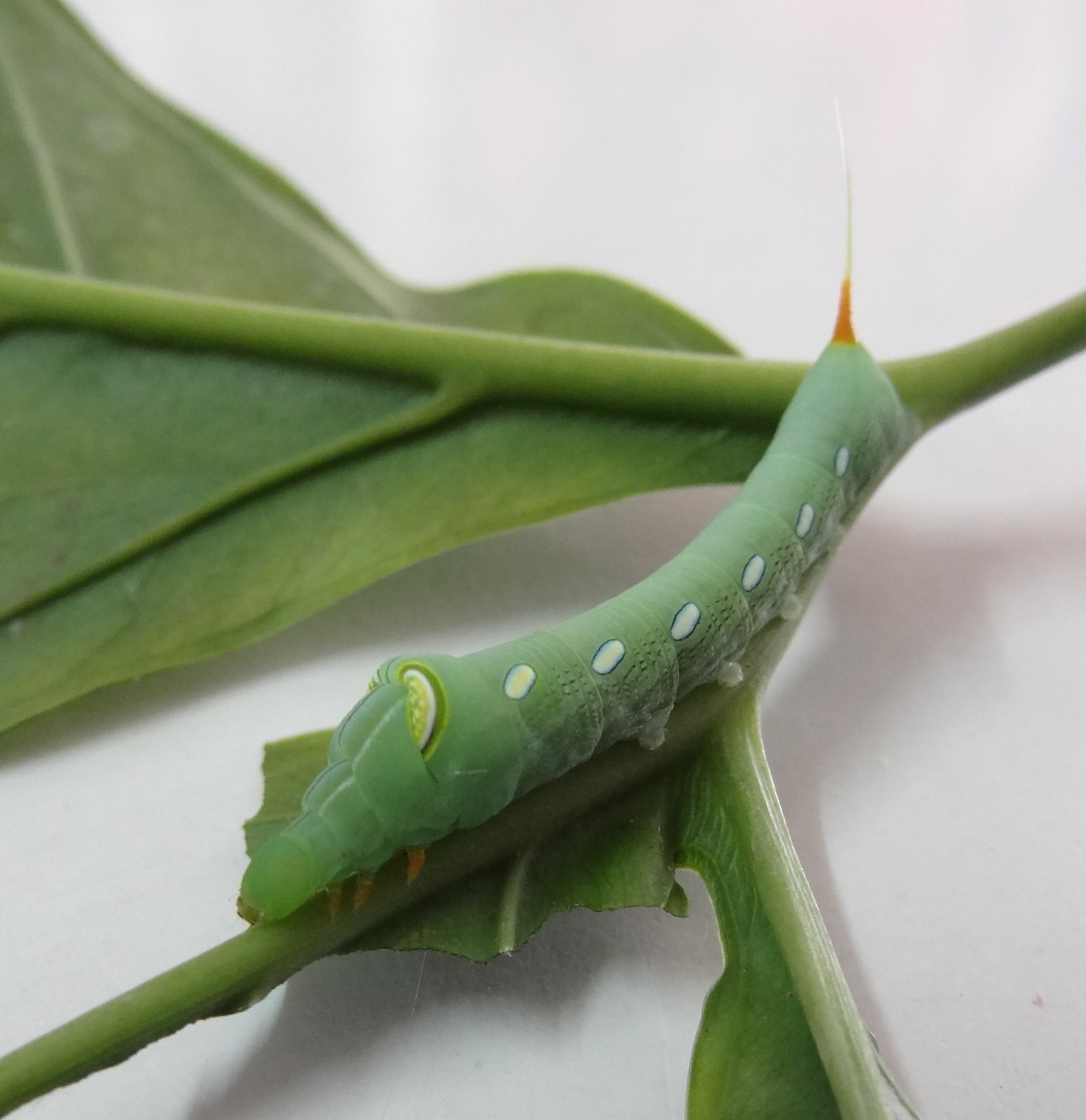
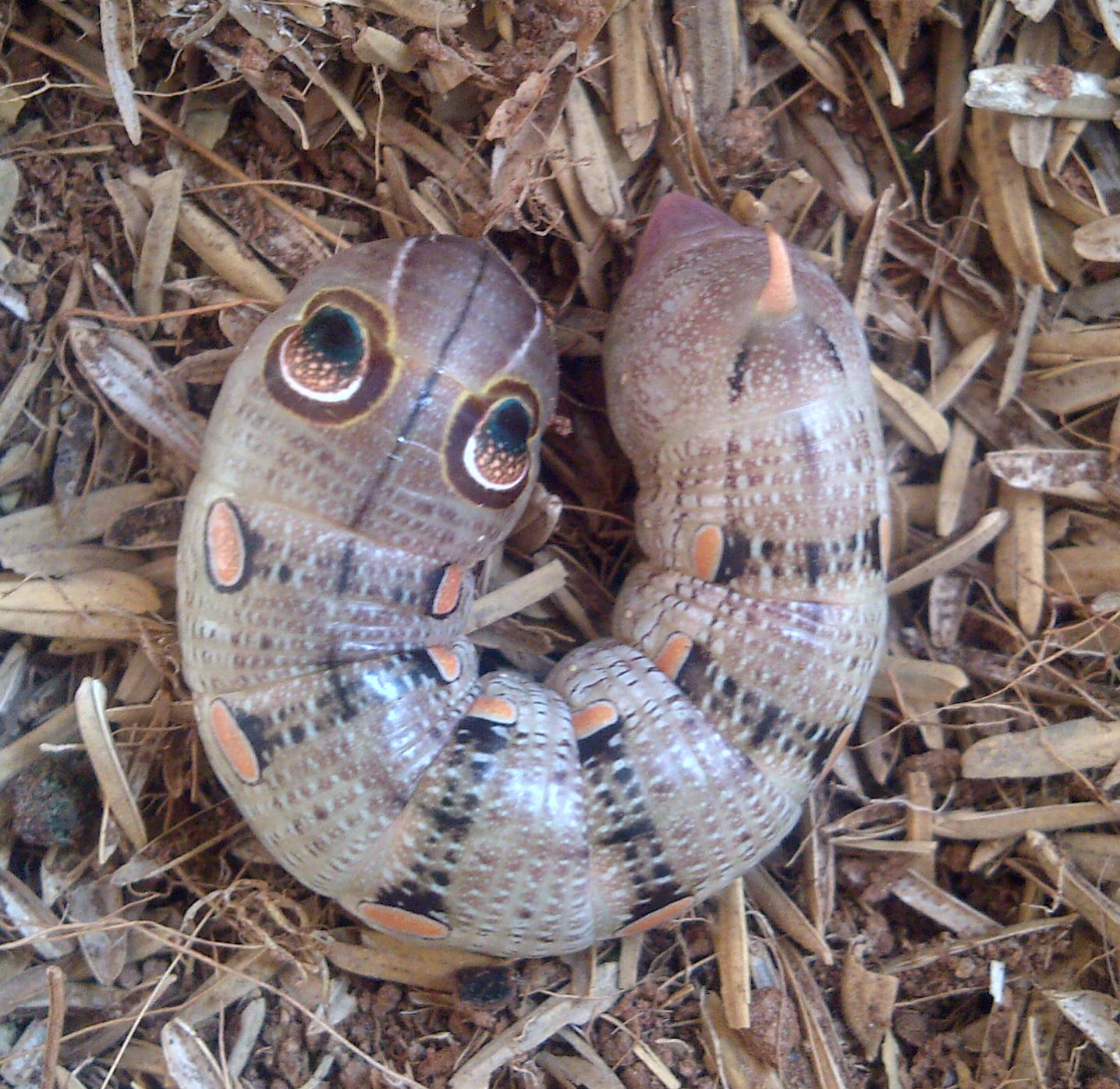
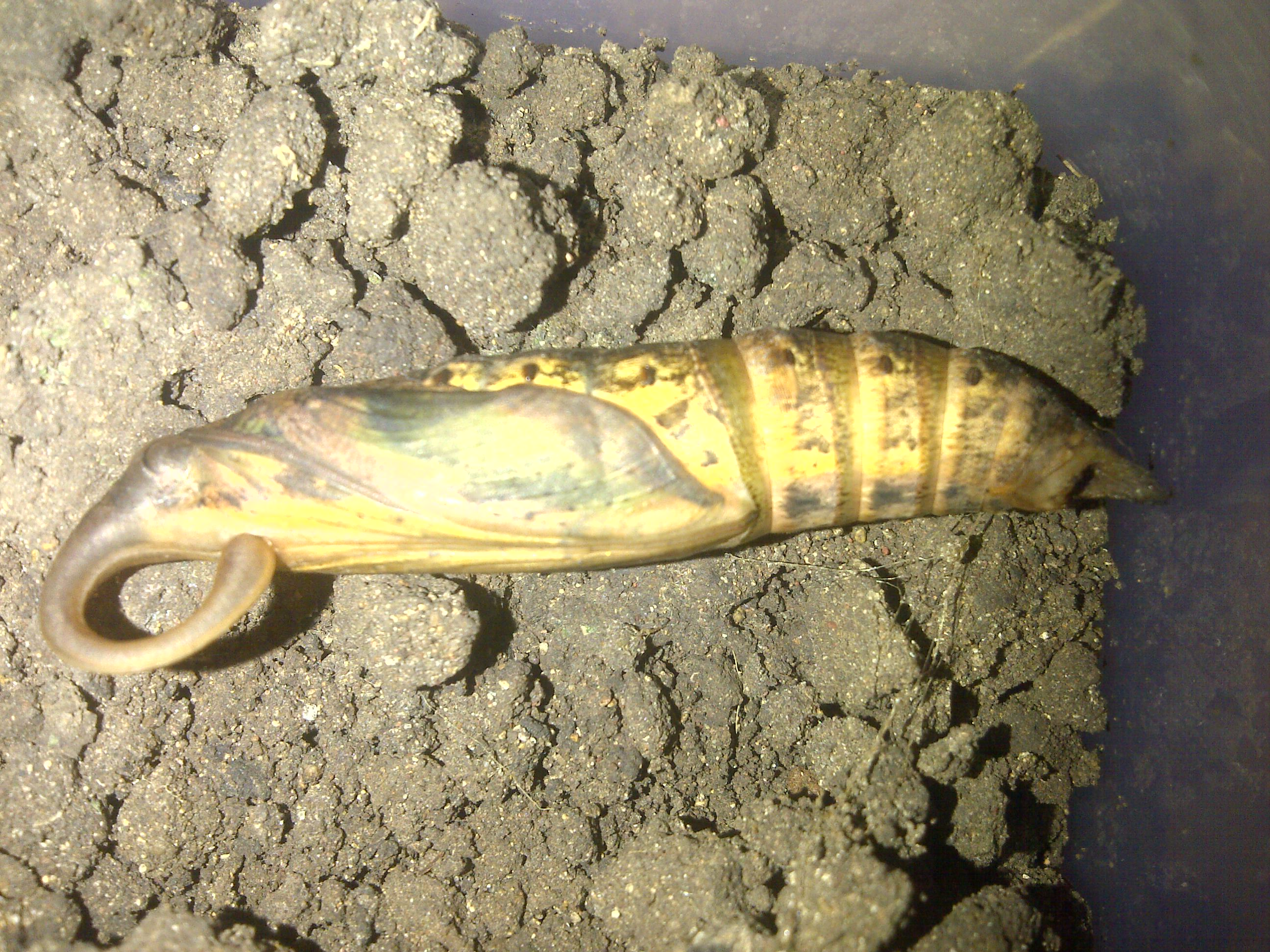
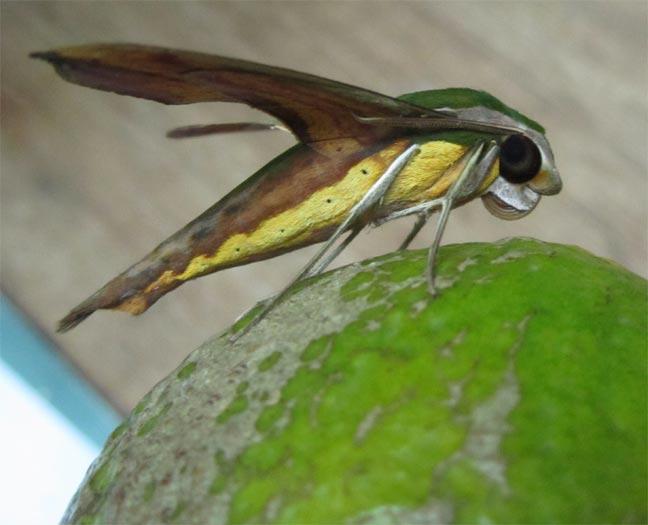

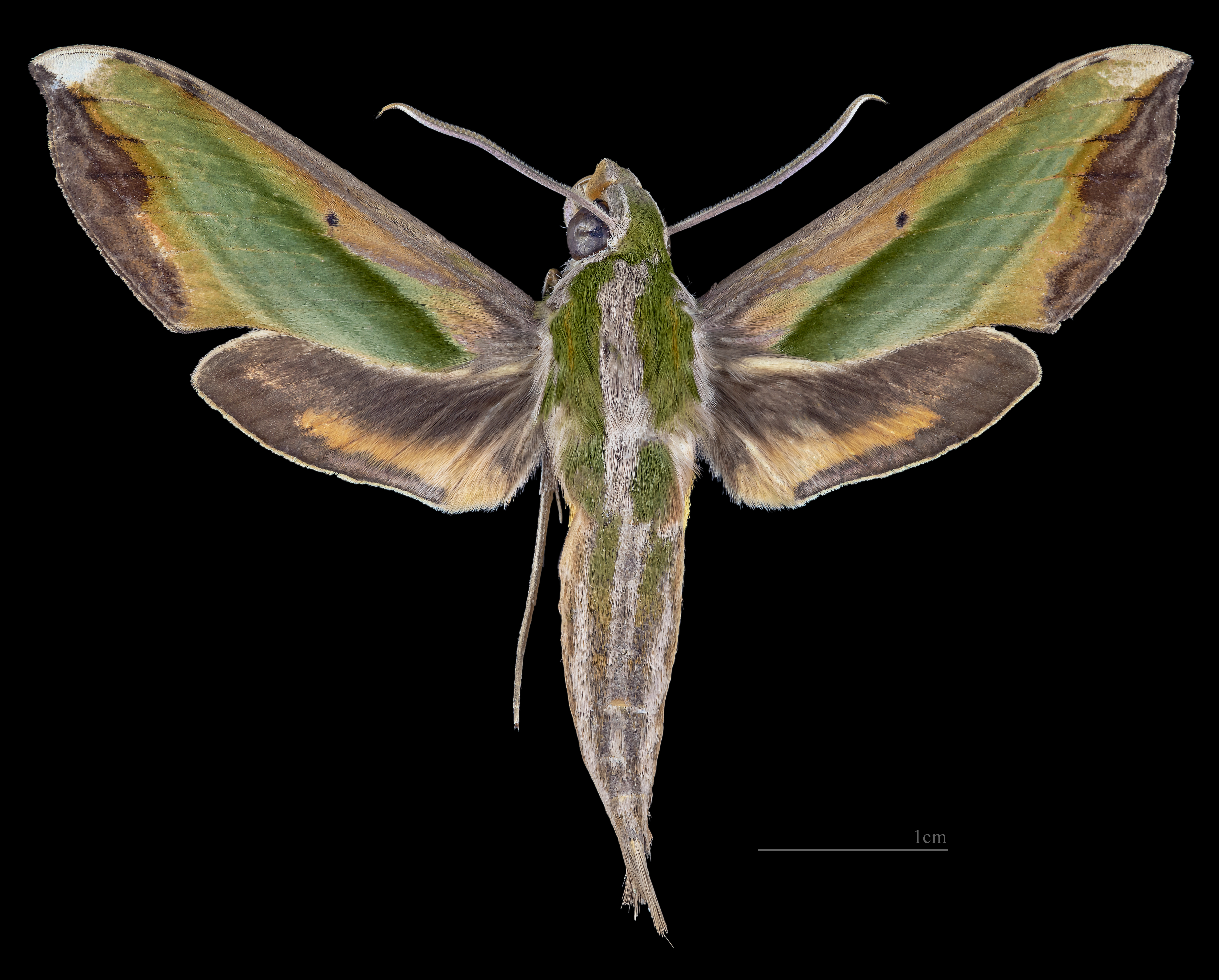
Pergesa acteus ♂
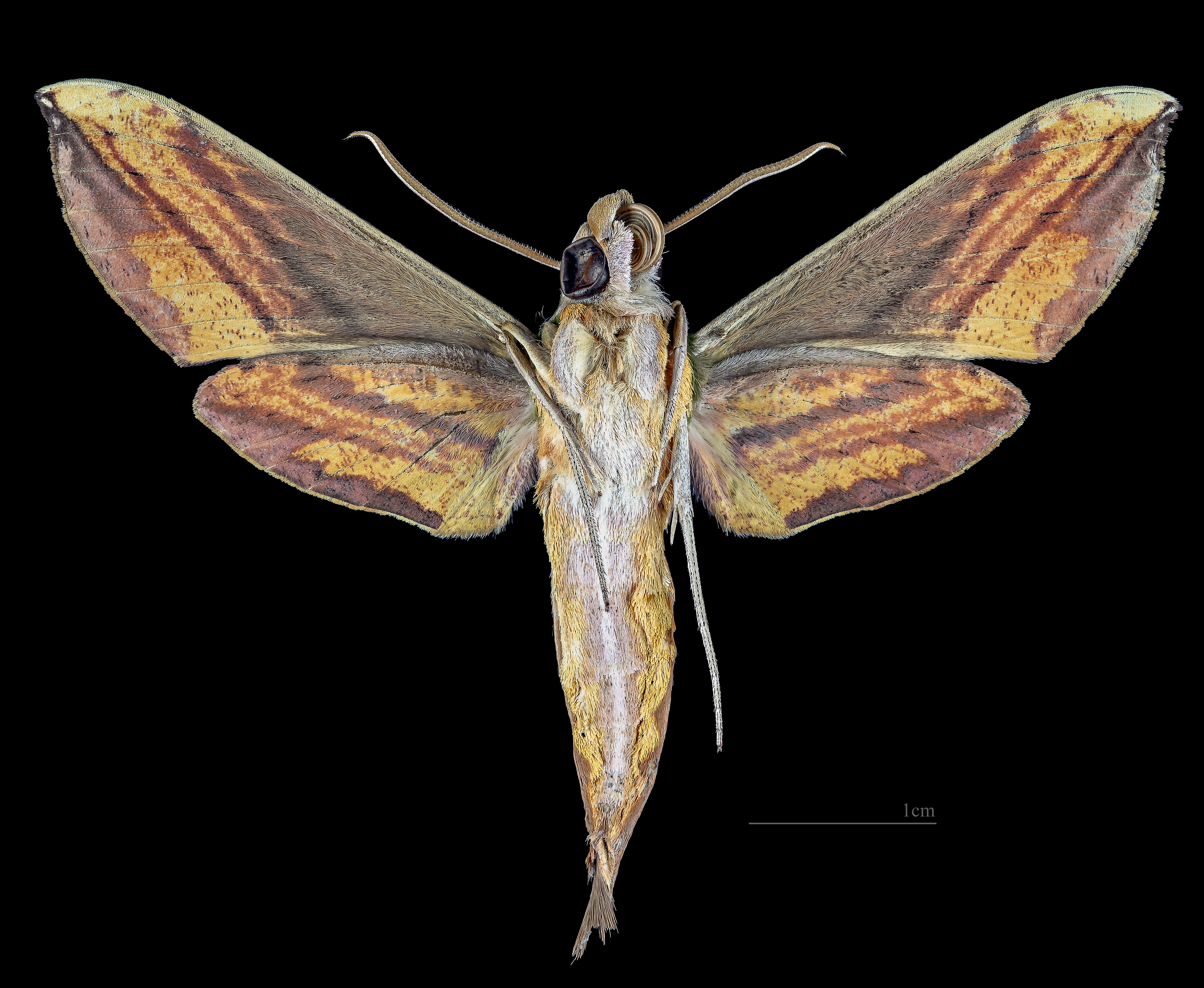
Pergesa acteus ♂   △
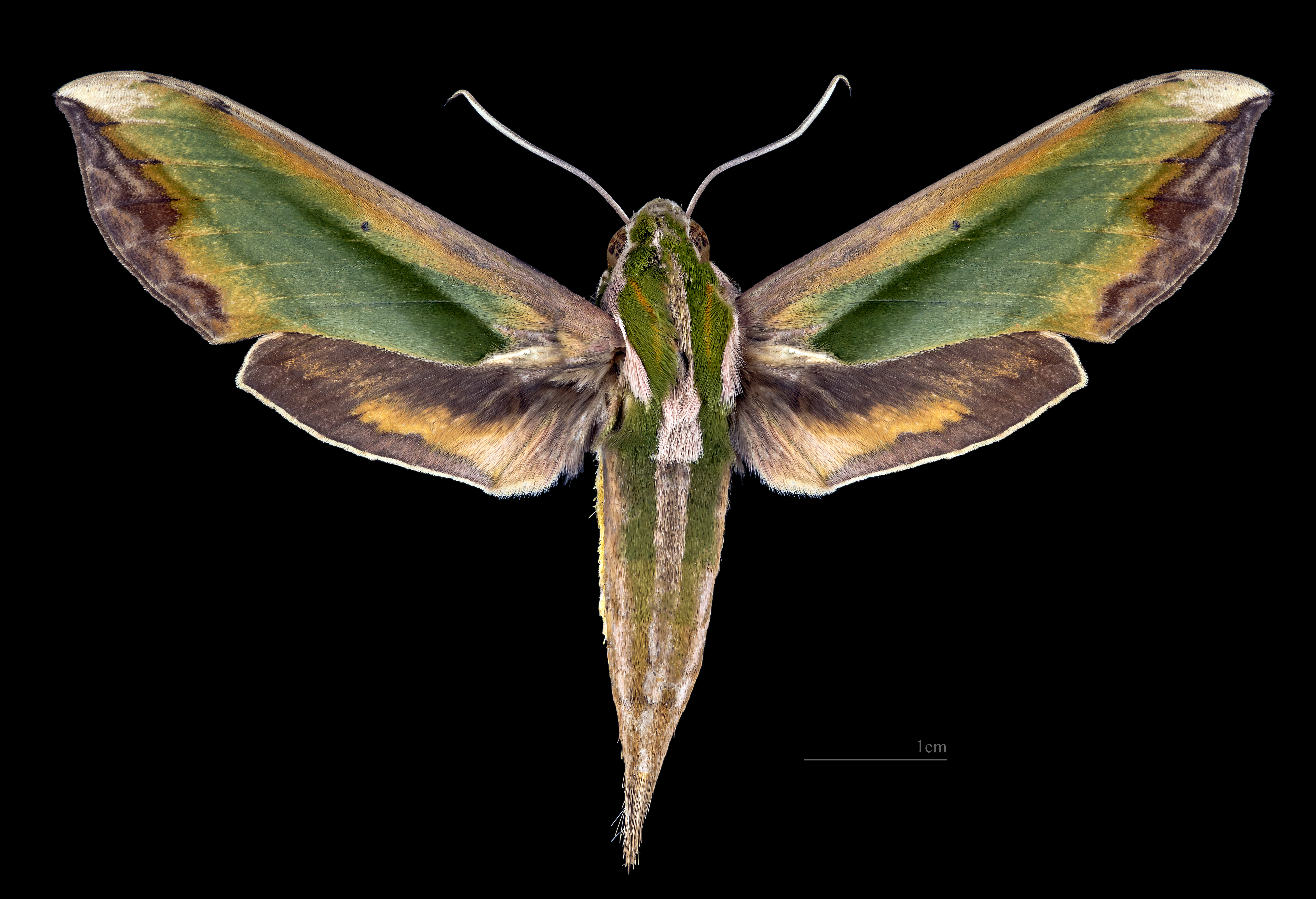
Pergesa acteus ♀
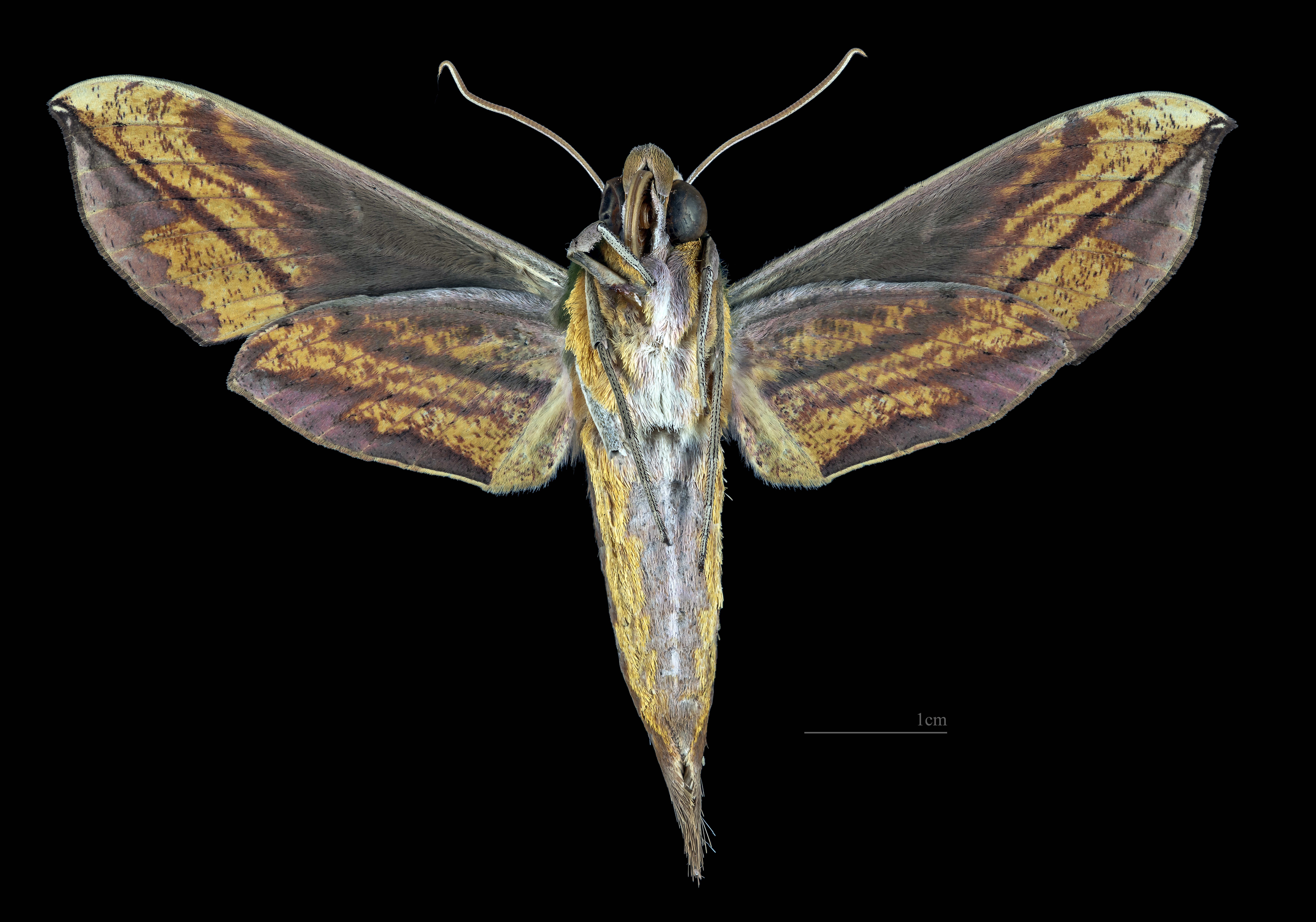
'Pergesa acteus ♀ △